# RijnGouweLijn

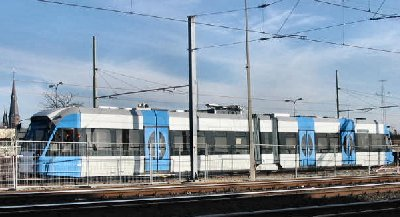
Metropolitana leggera

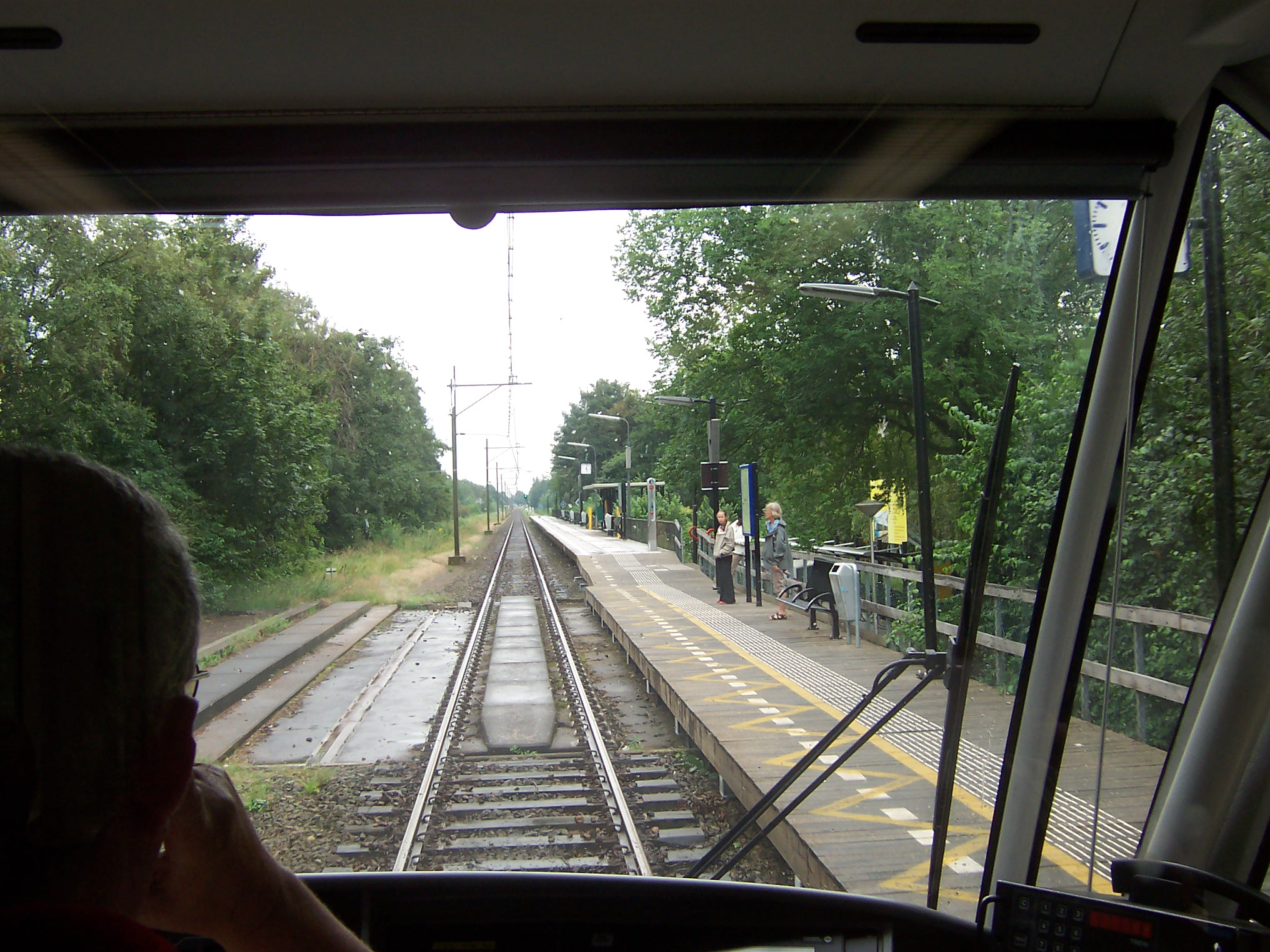
Stazione che mostra le banchine alte e quelle basse, viste dalla cabina del treno

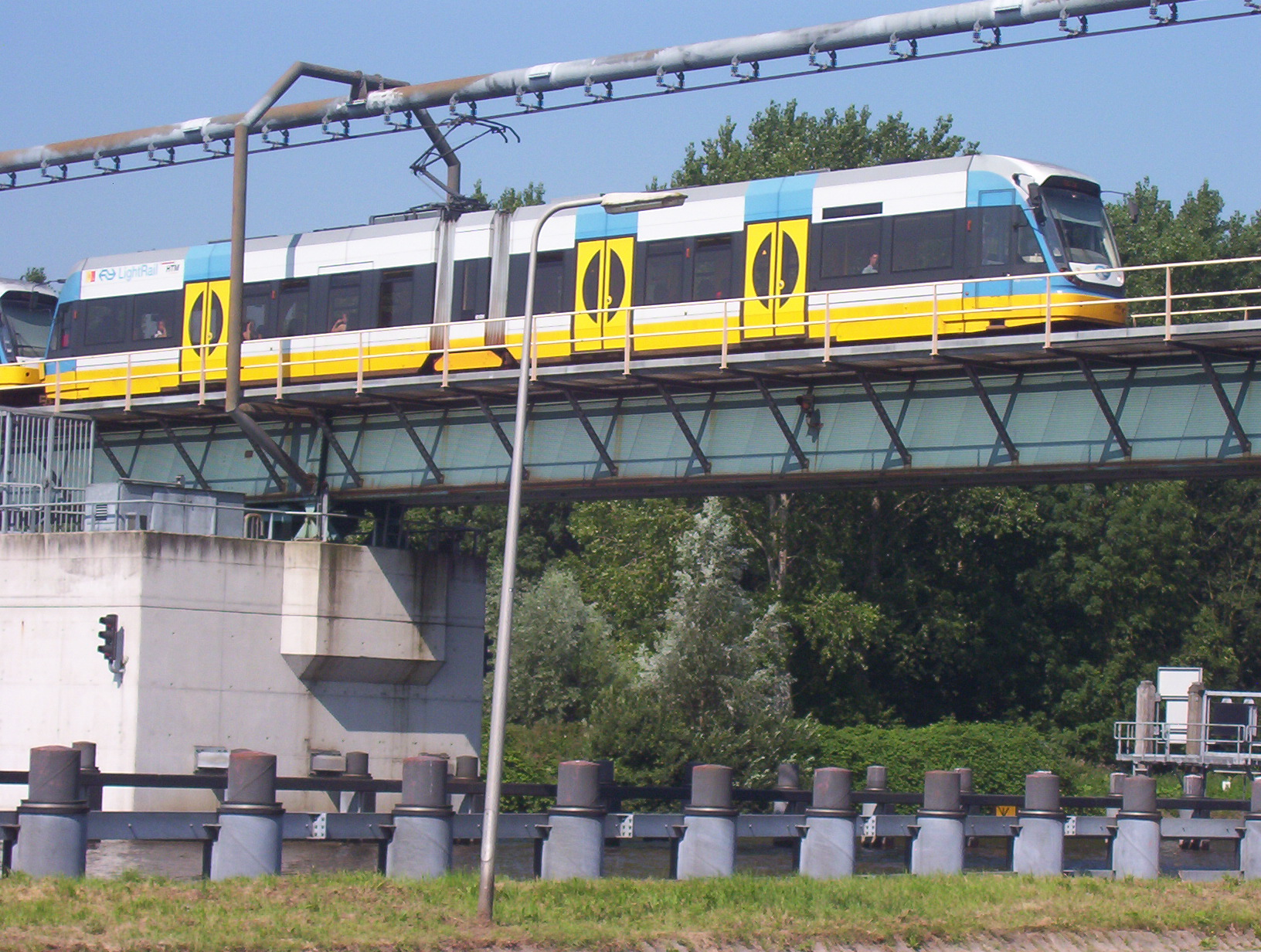
Metropolitana leggera sul ponte mobile lungo il fiume Gouwe

Il RijnGouweLijn (in italiano: Linea Reno—Gouwe) o RGL è un progetto di metropolitana leggera nell'Olanda Meridionale, nei Paesi Bassi.
Sarà il primo sistema dei Paesi Bassi in cui i veicoli della metropolitana utilizzeranno parzialmente i binari delle ferrovie, condividendo la sede con i treni normali, in modo analogo ai tram-treno di Karlsruhe (il modello Karlsruhe) e Saarbrücken (Saarbahn), Germania.
Il percorso condiviso va da Gouda, passa per Alphen aan den Rijn e termina a Leiden. La ferrovia esistente sarà adattata, e saranno aggiunte sette fermate in più.
Per Leiden, il progetto era di costruire nuovi binari attraverso il centro (Breestraat) a livello stradale (le alternative presenti erano riguardo a un percorso intorno al centro su un tracciato già esistente oppure sempre attraverso il centro ma passando in un tunnel). La provincia dell'Olanda Meridionale è favorevole a ciò, ma, come risultato da un referendum del marzo 2007, la cittadinanza del comune di Leiden è contro. La provincia potrebbe obbligare la popolazione ad accettare la linea, ma una possibile alternativa è il percorso Hooigracht/Langegracht.
La linea proposta passa attraverso la stazione di Leiden Centraal e procede su un nuovo tracciato verso Katwijk, con un ramo per Noordwijk.
I veicoli leggeri utilizzati sono del tipo Flexity Swift, prodotti dalla Bombardier Transportation di Vienna. I veicoli furono inizialmente pensati per la Storstockholms Lokaltrafik (SL) (linee 12 e 22) a Stoccolma, Svezia.
Essi sono utilizzati nel normale servizio ferroviario tra Gouda e Alphen aan den Rijn. Le stazioni sono state adattate: sono state aggiunte nuove banchine a livello inferiore come estensione delle preesistenti banchine più elevate oppure le banchine più basse sono state costruite dalla parte opposta dei binari rispetto a quelle più elevate.
Uno svantaggio dei nuovi veicoli, rispetto ai treni, è la mancanza dei bagni, e non esiste la prima classe.